# Dasymys longipilosus
Dasymys longipilosus is een knaagdier uit het geslacht Dasymys dat voorkomt op Mount Cameroon in Kameroen. Net als D. montanus heeft deze soort een donkere vacht en een korte staart, hoewel niet in zo grote mate als D. montanus. Het is ook een kleine soort, die morfometrisch sterk van andere soorten verschilt. Deze soort werd tot 2004 universeel als een vorm van D. incomtus gezien, en in sommige classificaties wordt longipilosus nog steeds als een synoniem van incomtus gezien.